# Dawna Łaźnia Miejska we Wrocławiu

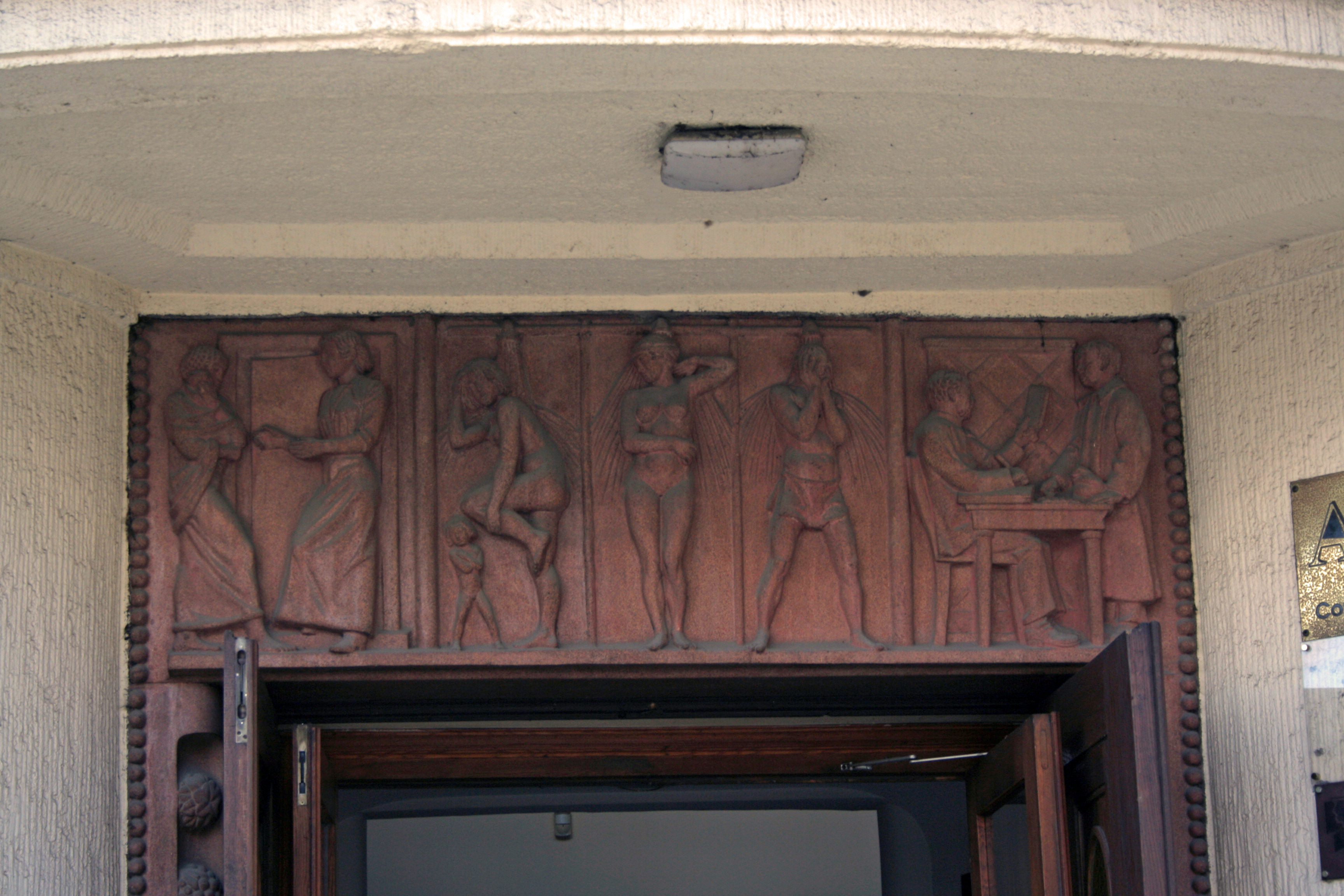
Relief nad wejściem do budynku przedstawiający trzy jego funkcje: dom dla samotnych matek – z lewej, łaźnia – w środku, i urząd skarbowy – z prawej

Dawna Łaźnia Miejska – budynek usługowo-biurowy mieszczący się we Wrocławiu, na rogu ulic Marii Curie-Skłodowskiej i Władysława Nehringa, dawniej pełniący funkcję łaźni publicznej.
W roku 1912, w obliczu faktu wzrostu liczby ludności i konieczności poprawy warunków socjalnych, władze miasta zdecydowały się na budowę kolejnego budynku użyteczności publicznej, który miał spełniać funkcję zakładów kąpielowych dla mieszkańców, którzy nie posiadali łazienek w swoich domach. W tym samym budynku postanowiono ulokować także dom opieki dla samotnych matek i urząd podatkowy. Takie łączenie kilku instytucji w budynku łaźni nie było niczym nowym – cztery lata wcześniej na ulicy Suchej wybudowano np. obiekt, w którym oprócz łaźni mieściła się kasa oszczędności i biblioteka.
Misję przygotowania projektu nowej łaźni powierzono Maxowi Bergowi. Architekt zaprojektował budynek stosownie do możliwości, ze względu na to, że działka przeznaczona pod budowę miała plan trójkątny i znajdowała się u zbiegu dwóch ulic, architekt opracował projekt dwuskrzydłowego kompleksu na planie litery „V” o zaokrąglonym narożniku. Elementem łączącym oba skrzydła jest klatka schodowa na planie elipsy ze spiralnymi schodami. Tak jak w przypadku innych konstrukcji Berga realizowanych na początku XX wieku we Wrocławiu, w budynku łaźni zastosowano nowoczesne, jak na owe czasy, rozwiązania techniczne, takie jak żelbet, konstrukcja szkieletowa, czy prefabrykaty. Budynek posiada szkieletową konstrukcję z żelbetu, wypełnioną cegłami, a klatka schodowa wykonana jest z gotowych elementów żelbetowych. Bryła budynku jest również typowa dla stylu Berga, ma ona uproszczony charakter i podporządkowana jest funkcji wnętrza, ornament ograniczony jest do minimum, elewacja ma wyraźne podziały wertykalne, w środkowych kondygnacjach otwory okienne są zgrupowane po trzy i oddzielone lizenami. Geometryczne ornamenty między oknami elewacji są wynikiem inspiracji wrocławskich artystów ludową sztuką śląską. Max Berg był jednym z twórców, którzy próbowali w swojej działalności upowszechniać własny styl regionalny, odrzucając przy tym wpływy historyzujące i secesyjne. Ciekawym elementem budynku jest też portal drzwi wejściowych, wykonany przez rzeźbiarza Alfreda Vocke; przedstawia on kobietę z dzieckiem na rękach, kąpiących się ludzi i poborcę podatków. W ten prosty sposób ukazane zostały przechodniom trzy wspomniane wyżej funkcje budynku użyteczności publicznej. Uwagę zwraca również dbałość o dobre oświetlenie klatki schodowej – pięć okien na każdej kondygnacji oraz starannie opracowany układ wnętrz tak, aby możliwe było w przyszłości zmienianie ich funkcji przez przestawianie ścianek działowych.
Budynek nie ucierpiał w czasie wojny, po roku 1945, aż do końca lat 80 nadal pełnił nadal jedną ze swoich pierwotnych funkcji - łaźni miejskiej. Po zamknięciu zakładów kąpielowych wnętrza zostały przebudowane w celu przystosowania do funkcji biurowych, natomiast na parterze budynku urządzono restaurację.